# Matrimonio igualitario en Fujian

Fujian en la actual China.

El matrimonio igualitario en Fujian fue una institución matrimonial establecida en la provincia de Fujian, en el este de China, durante la dinastía Ming (1368 y 1644) y la dinastía Qing (1644-1912), que formalizaba el matrimonio entre dos varones. Fujian se caracterizaba por una tradición centenaria de relaciones amorosas y sexuales entre personas del mismo sexo.

## Características
El matrimonio entre varones fue una acto habitual en Fujian, China, durante la dinastía Ming (1368 y 1644) y parte de la dinastía Qing (1644-1912). La civilización china se caracterizó por una amplia aceptación de la homosexualidad, tanto entre hombres como entre mujeres, denominada yútáo duànxiù (余桃断袖), términos que significan "melocotón mordido" (yútáo) y "romper la manga" (duànxiù), tomados de relatos de amor homosexual de los emperadores chinos. En China no hubo persecuciones masivas contra las personas homosexuales hasta el siglo XIX, cuando la influencia occidental era notable.
La región tiene una larga tradición de valoración positiva del amor y las relaciones sexuales entre varones, y en ese entorno se desarrolló incluso la secta religiosa de Hu Tianbao, destinada a promover el amor homosexual.
La costumbre del matrimonio homosexual en Fujian se realizaba entre un hombre mayor llamado quixiong (hermano adoptivo mayor) y un hombre joven llamado qidi (hermano adoptivo menor). La asimilación del matrimonio homosexual a la adopción, era una fórmula que también había sido usada por el Imperio Romano. Pero en Fujian, a diferencia de la Antigua Roma, el matrimonio se formalizaba en una ceremonia pública.
Luego de la ceremonia matrimonial, la pareja comenzaba a convivir en la casa de la familia del mayor, donde el cónyuge menor era tratado como hijo político. Sobre el mayor recaía también la obligación de sostener económicamente al menor.
Los matrimonios podían durar hasta veinte años y se disolvían para que el cónyuge menor pudiera formar una pareja con una mujer, con el fin de tener hijos. En este caso correspondía al cónyuge mayor pagar la dote de la esposa.
La importancia de los matrimonios entre hombres en Fujian, llevó a la aparición de un movimiento religioso en torno al dios Hu Tianbao -aún existente-, con el fin de promover y amparar el amor matrimonial entre varones.